# Учватов, Николай Иванович
Учватов Николай Иванович (1 января 1935, село Левжа — 11 октября 1990) — советский писатель, поэт, журналист, редактор. Писал произведения на мокшанском и русском языках.

## Биография
Родился Учватов Николай Иванович 1 января 1935 года в селе Левжа в семье железнодорожников. Окончил рузаевскую среднюю школу. Затем в 1957 году успешно завершил обучение в Мордовском педагогическом институте на физико-математическом факультете.
Первые стихи Николая Ивановича появились на страницах журнала «Мокша» в 1956 году. В 1962 году несколько его стихов на русском языке были напечатаны в сборнике «Люблю жизнь». С середины 1960-х годов Учватов Н. И. обращается к жанру прозы, пишет рассказы, повести и романы. Николай Иванович является одним из первых мордовских писателей, писавших в жанре фантастики.
Работал в таких газетах, как «Советская Мордовия», «Молодой ленинец». С декабря 1975 по август 1986 Учватов Н. И. был редактором газеты «Мокшень Правда». С 1986 по 1989 Николай Иванович был начальником правления по охране гостайн в печати при Совете Министров МАССР. В 1990 году он вступил в Союз писателей СССР. Учватов Н. И. был награжден несколькими медалями и почетной грамотой Президиума Верховного Совета Мордовии.
Скончался 11 октября 1990 года. Похоронен в родном селе Левжа.

## Список произведений
1. «Павазонь тяште» («Звезда счастья»), 1969;
2. «Сюра мархта шяйтан» («Чёрт с рогами»), 1973;
3. «Алят» («Мужчины»), 1979;
4. «Сргозема» («Пробуждение»), 1981;
5. «Маркуз и Лундан», 1985;
6. «Взорванный остров», 1991 (книга издана после смерти писателя).

## Память
В селе Левжа у стен школы установлен памятный камень в честь Николая Ивановича Учватова.